# FK Škendija 79 Tetovo
FK Škendija 79 Tetovo, makedonsky ФК Шкендија 79 Тетово, je severomakedonský fotbalový klub z města Tetovo. Založen byl roku 1979 albánským obyvatelstvem a dodnes je klub rivalem mnoha severomakedonských a srbských klubů pro své albánsko-nacionální zázemí. V časech Jugoslávie kvůli němu byla dokonce pozastavena činnost klubu. Po získání samostatnosti Severní Makedonie byla obnovena. Jednou se klub stal severomakedonským mistrem (sezóna 2010/11). V sezóně 2011/12 se zúčastnil Ligy mistrů UEFA, v předkole vypadl s Partizanem Bělehrad. Jeho domácím stadionem je Gradski stadion Tetovo s kapacitou 15 000 diváků.

## Úspěchy
Prva makedonska fudbalska liga
- 1 × vítěz (2010/11)[1]

Severomakedonský fotbalový pohár
- 1 × vítěz (2015/16)[2]

Superkup na Makedonija
- 1 × vítěz (2011)[3]